# Miss Scandinavia

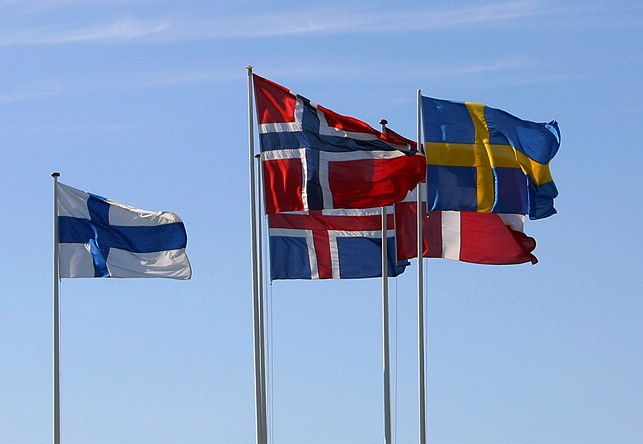
Steagurile celor 5 țări participante

Miss Scandinavia a fost un concurs de frumusețe pentru cele cinci țări scandinave Danemarca, Finlanda, Islanda, Norvegia și Suedia. La concursul la care participă femei necăsătorite, a avut loc prima oară în anul 1961 în Helsinki. Organizator al concursului era agentura "Finnartist" în cooperare cu postul de televiziune finlandez "YLE". Din anul 2006 concursul va fi unit cu Miss Baltic Sea, și va fi numit "Miss Baltic Sea and Scandinavia".

## Câștigătoarele concursului
| Anul         | Miss Norden             | Miss Norden      | Locul 2                     | Locul 2      | Locul 3                   | Locul 3      |
| ------------ | ----------------------- | ---------------- | --------------------------- | ------------ | ------------------------- | ------------ |
| 1961         | Rigmor Trengereid       | Norvegia         | Brigitte Heiberg            | Danemarca    | Inger Lundquist           | Suedia       |
| Anul         | Miss Scandinavia        | Miss Scandinavia | Locul 2                     | Locul 2      | Locul 3                   | Locul 3      |
| 1963         | Kaarina Marita Leskinen | Finlanda         | Monica Rågby                | Suedia       | Guðrun Bjarnadóttir       | Islanda      |
| 1964         | Þelma Ingvarsdóttir     | Islanda          | Aino Korwa                  | Danemarca    | Marja-Liisa Ståhlberg     | Finlanda     |
| 1965         | Birgitta Alverjung      | Suedia           | Sirpa Suosmaa               | Finlanda     | Agneta Malmgren           | Suedia       |
| 1966         | Elsa Brun               | Norvegia         | Eija Häkkinen               | Finlanda     | Virpi Miettinen           | Finlanda     |
| 1967         | Satu Charlotta Östring  | Finlanda         | Siri Nilsson                | Norvegia     | Anne-Birthe Hansen        | Danemarca    |
| 1968         | Eva-Lisa Svensson       | Suedia           | Gro Goksør                  | Norvegia     | Ritva Lehto               | Finlanda     |
| 1969         | Tone Knaran             | Norvegia         | Gunilla Friden              | Suedia       | Anna-Marie Hellqvist      | Suedia       |
| 1970         | Harriet Eriksson        | Finlanda         | Ing-Marie Ahlin             | Suedia       | Maria Baldursdóttir       | Islanda      |
| 1971         | Britt-Inger Johansson   | Suedia           | Aud Fosse                   | Norvegia     | Vibeke Steineger          | Norvegia     |
| 1972         | Eila Kivistö            | Finlanda         | Vava Öianger                | Suedia       | Anette Knudsen            | Danemarca    |
| 1973         | Tuula Anneli Björkling  | Finlanda         | Elisabet Johnson            | Suedia       | Anne Bäckström            | Suedia       |
| 1974         | Monica Sundin           | Suedia           | Aina Walle                  | Norvegia     | Raija Stark               | Finlanda     |
| 1975         | Lena Olin               | Suedia           | Torill Larsen               | Norvegia     | Leena Kaarina Vainio      | Finlanda     |
| 1976         | n-a avut loc            | n-a avut loc     | n-a avut loc                | n-a avut loc | n-a avut loc              | n-a avut loc |
| 1977         | Bente Lihaug            | Norvegia         | Marie Borhäll               | Suedia       | Suvi Lukkarinen           | Finlanda     |
| 1978         | Birgitta Lindvall       | Suedia           | Åshild Jenny Ottesen        | Norvegia     | Armi Anja Orvokki Aavikko | Finlanda     |
| 1979         | Susanne Olsson          | Suedia           | Elisabeth Klæbø             | Norvegia     | Seija Kaarin Paakkola     | Finlanda     |
| 1980         | Käte Nyberg             | Finlanda         | Christina Bolinder          | Suedia       | Anette Ekström            | Suedia       |
| 1981         | Mona Olsen              | Norvegia         | Marja-Leena Palo            | Finlanda     | Eva Brigitta Andersson    | Suedia       |
| 1982         | Eva-Lena Lundgren       | Suedia           | Elisabet Traustadóttir      | Islanda      | Merja Orvokki Varvikko    | Finlanda     |
| 1983-85      | n-a avut loc            | n-a avut loc     | n-a avut loc                | n-a avut loc | n-a avut loc              | n-a avut loc |
| 1986         | Sig Sigfursdóttir       | Islanda          | Bolette Christopherson      | Suedia       | Halla Bryndís Jónsdóttir  | Islanda      |
| 1987         | Hege Rasmussen          | Norvegia         | Tuula Polvi                 | Finlanda     | Pia Larsen                | Danemarca    |
| 1988         | Maria Valtonen          | Finlanda         | Hanne Bender                | Norvegia     | Annelie Erickson          | Suedia       |
| 1989         | Helle Hansen            | Norvegia         | Nina Björnström             | Finlanda     | Ellinor Persson           | Suedia       |
| 1990         | Louise Drevenstam       | Suedia           | Hugrún Linda Guðmundsdóttir | Islanda      | Åsa Maria Lövdahl         | Finlanda     |
| 1991         | Nina Björkfelt          | Finlanda         | Tiina Vierto                | Finlanda     | Anne-Christine Østergård  | Danemarca    |
| 1992         | Nina Autio              | Finlanda         | Jeannette Scheef            | Danemarca    | Julianne Skovli           | Norvegia     |
| 1993         | Þorunn Larusdóttir      | Islanda          | Anne Camilla Gjesdal        | Norvegia     | Monica Brodd              | Suedia       |
| 1994         | Beatrice Magnusson      | Suedia           | Emilia Söderman             | Finlanda     | Maria Hitsoy              | Norvegia     |
| 1995         | Birna Bragadóttir       | Islanda          | Hilde Arnesen               | Norvegia     | Camilla Karlsson          | Suedia       |
| 1996         | Sandra Hjort            | Suedia           | Toni Gaath                  | Norvegia     | Brynja Björg Hardardóttir | Islanda      |
| 1997         | Lola Odusoga            | Finlanda         | Harpa Ros Gisladóttir       | Islanda      | Joan Morberg Nielsen      | Danemarca    |
| 1998         | Dagmar Íris Gylfadóttir | Islanda          | Karita Hanna-Maria Tuomola  | Finlanda     | Lisbet Dinsen             | Danemarca    |
| 1999         | Jonna Kauppila          | Finlanda         | Mandi Malek                 | Finlanda     | Berglind Hreidarsdóttir   | Islanda      |
| 2000         | Saija Palin             | Finlanda         | Annete Oldenburg            | Danemarca    | Vanessa Forsman           | Finlanda     |
| 2001         | Jenni Dahlman           | Finlanda         | Suvi Miinala                | Finlanda     | Elin Magnusdóttir         | Islanda      |
| 2002         | Íris Björk Árnadóttir   | Islanda          | Susanna Tervaniemi          | Finlanda     | Louise Veng               | Danemarca    |
| 2003         | Marna Haugen            | Norvegia         | Manuela Ósk Harðardóttir    | Islanda      | Kaisa Jaako               | Finlanda     |
| 2004         | Piritta Hannula         | Finlanda         | Catherine Strand            | Norvegia     | Camilla Strand            | Norvegia     |
| 2005         | Gitte Hanspal           | Danemarca        | Mira Salo                   | Finlanda     | Sigrun Bender             | Islanda      |
| n-a avut loc |                         |                  |                             |              |                           |              |